# Oratoř (architektura)

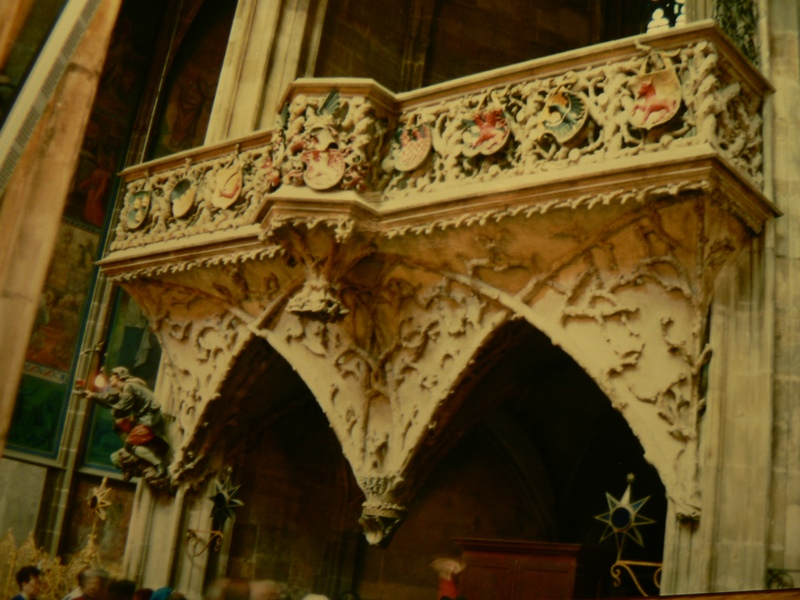
Královská oratoř u sv. Víta v Praze

Oratoř (latinsky orare, „modlit se“ a oratorium, modlitebna) znamená v češtině vyvýšené a oddělené místo k modlitbě v kostele, obvykle se zvláštním vchodem.

## Vývoj
V pozdní gotice a v renesanci byly oratoře otevřené, jako například Královská oratoř v katedrále svatého Víta v Praze. V barokní době se často stavěly uzavřené a zasklené dřevěné oratoře na stěně kostela v blízkosti hlavního oltáře, určené buď pro šlechtu nebo pro soukromou pobožnost řeholníků a řeholnic. Pokud je chrám v blízkosti zámku, bývá oratoř přístupná přímo z něho.
Někdy se slovo užívá i pro latinské oratorium, které má širší a odlišný význam.